# Visoko, Ig
Visoko je naselje v Občini Ig.